# Молибдат аммония
Молибдат аммония — неорганическое соединение, соль аммония и молибденовой кислоты с формулой (NH4)2MoO4, 
бесцветные кристаллы,
гидролизуется водой.

## Получение
- Образуется при добавлении этанола к концентрированным аммиачным растворам оксида молибдена(VI):

{\displaystyle {\mathsf {MoO_{3}+2(NH_{3}\cdot H_{2}O)\ {\xrightarrow {}}\ (NH_{4})_{2}MoO_{4}+H_{2}O}}}

## Физические свойства
Молибдат аммония образует бесцветные кристаллы, не растворимые в этаноле и ацетоне, в водных растворах подвергается полному гидролизу.